# Stoffel Vandoorne
Stoffel Vandoorne, född 26 mars 1992 i Kortrijk, är en belgisk racerförare, som för närvarande tävlar i Formel E för Mercedes-Benz EQ. Han har tidigare tävlat i Formel 1 för stallet McLaren.

## Racingkarriär
Vandoorne började sin karriär i karting och 2008 vann han det belgiska mästerskapet KF2. År 2009 blev han tvåa i CIK-FIA World Cup. År 2010 deltog han i franska F4-mästerskapet, där han blev mästare direkt. Året efter flyttade han till Formula Renault 2.0 Eurocup, där han blev mästare 2012. Den 13 februari 2013 meddelades att Vandoorne kommer köra i Formel Renault 3.5 med Fortec Motorsports.
Den 19 februari 2013 meddelades att Vandoorne skulle bli medlem i McLarens juniorprogram, med bland annat Kevin Magnussen.
Vandoorne körde sitt första lopp i Formula Renault 3.5 Series på Autodromo Nazionale Monza, där han tog pole position och gick i mål som etta. Stoffel avslutade säsongen som tvåa, bakom Kevin Magnussen. Under 2014 blev han anställd av McLaren som testförare, dessutom fick han kontrakt med ART Grand Prix för att köra GP2 Series, vilket han fortsatte med 2015.
Vandoorne tog 1 poäng i sin Formel 1-debut när han ersatte den då skadade Fernando Alonso under Bahrains Grand Prix 2016.

## F1-karriär
| Säsong                | Stall/Tillverkare     | Placering             | Lopp | Poäng | Etta | Tvåa | Trea | Pole | Varv |
| --------------------- | --------------------- | --------------------- | ---- | ----- | ---- | ---- | ---- | ---- | ---- |
| 2016                  | McLaren-Honda         | 20                    | 1    | 1     | 0    | 0    | 0    | 0    | 0    |
| 2017                  | McLaren-Honda         | 16                    | 20   | 13    | 0    | 0    | 0    | 0    | 0    |
| 2018                  | McLaren-Renault       | 16                    | 21   | 12    | 0    | 0    | 0    | 0    | 0    |
| Sammanlagt 3 säsonger | Sammanlagt 3 säsonger | Sammanlagt 3 säsonger | 42   | 26    | 0    | 0    | 0    | 0    | 0    |